# Stephan von Lichnowsky
Stephan von Lichnowsky (* 1723 oder 1724 in Polen; † 1796) war ein königlich-preußischer Generalleutnant, Chef des Infanterie-Regiments Nr. 23 und Träger des Pour le Mérite.
Er stammte aus einer Linie des schlesischen Adelsgeschlechts von Lichnowsky.
Er ging 1741 in preußische Dienste, kam zum Infanterie-Regiment Nr. 31 (Tauenzien) und stieg dort bis zum Hauptmann auf. Im September 1767 versetzte ihn König Friedrich II. als Major in das Regiment Nr. 42 (Markgraf Heinrich). Am 6. Juni 1775 wurde er Oberstleutnant, am 30. Januar 1779 Oberst und Kommandeur des Regiments. Am 10. März 1786 erfolgte die Ernennung zum Generalmajor und am Ende des Jahres zum Chef des Infanterie-Regiments Nr. 23.
Zwischen 1741 und 1779 hat er an allen Feldzügen Friedrichs teilgenommen. Den Pour le Mérite erhielt er 1767 bei der Revue in Schlesien.
Er war unverheiratet.